# محی‌الدین مغربی
محی الدین مغربی (درگذشته به سال ۶۸۲ ق) اخترشناس مسلمان و از همکاران خواجه نصیرالدین طوسی در رصدخانه مراغه بود.

## تحصیلات
نام وی محیی الدین یحیی بن محمد بن ابوالشکر مغربی است که او را حکیم مغربی و ابوالفتح نیز می‌گویند. احتمالاً در اوایل قرن هفتم دیده به جهان گشوده و در کشور خود و سپس عراق و نهایتاً ایران نزد خواجه نصیرالدین طوسی درس آموخته و در رضدخانه مراغه از همکاران خواجه بود. وی معاصر سید ابن طاووس و محقق حلی و ابن میثم بحرانی است.

## کتابها
تخصص محی الدین مغربی در نجوم و ریاضی بود و آثاری نوشته از جمله: «رسالة فی الأحکام علی تحویل سنی العالم».

## درگذشت
حکیم مغربی عاقبت در سال ۶۸۲ قمری در مراغه درگذشت. 